# Echlishausen
Echlishausen ist ein Gemeindeteil von Bibertal im schwäbischen Landkreis Günzburg in Bayern.

## Lage
Das Kirchdorf liegt im Norden des Gemeindegebietes, zehn Kilometer von Günzburg entfernt. Im Süden befindet sich der Altort, im Westen und Norden kamen Siedlungs- und ein Industriegebiet dazu.
Der Ort wird von den Kreisstraßen GZ 23 und GZ 26 durchquert, die ihn mit der nördlich verlaufenden Bundesstraße 10 verbinden.

## Geschichte

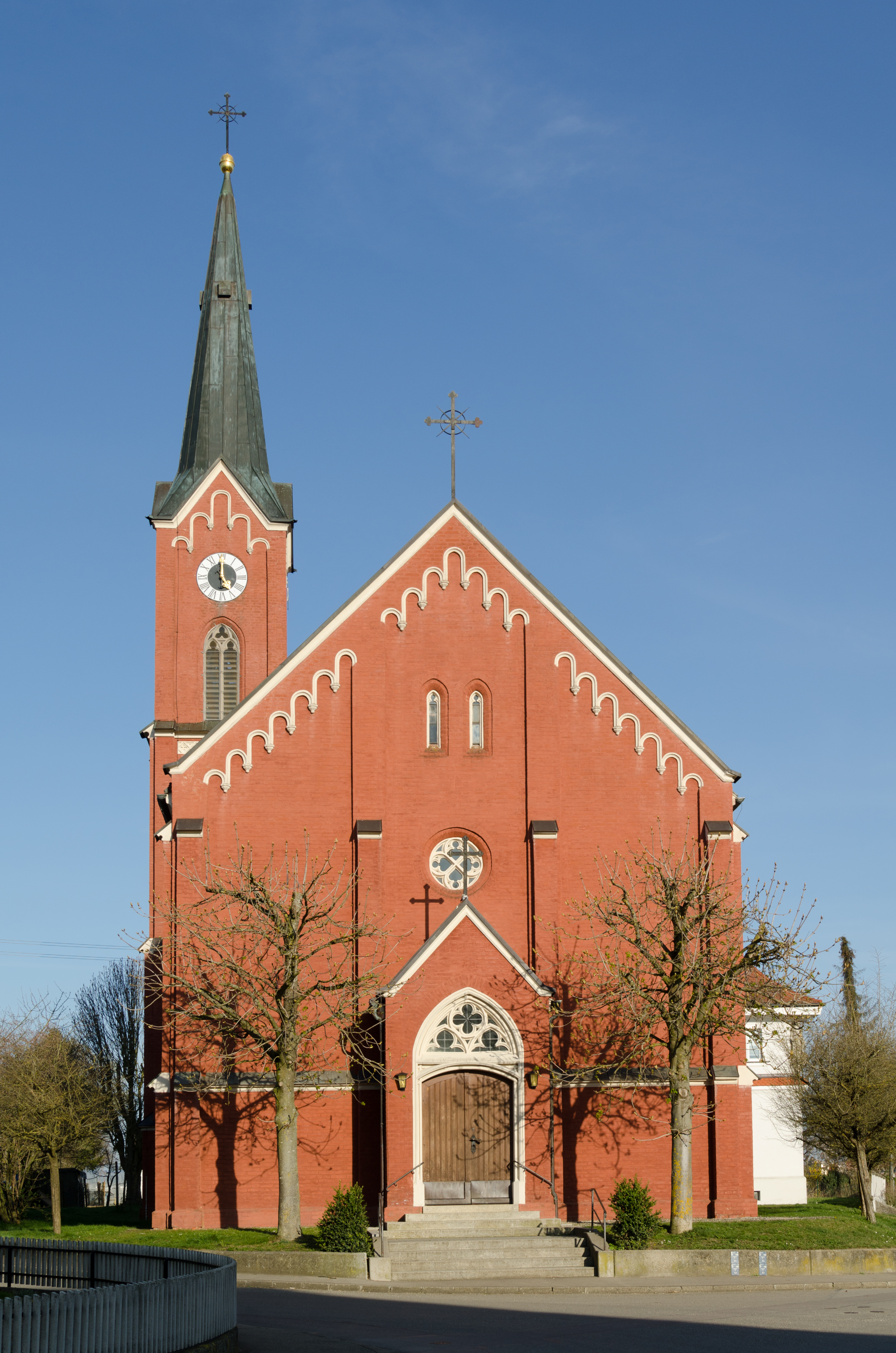
Kirche St. Leonhard

Der Ortsname wird von dem Ortsgründer Achlin oder Echlin abgeleitet. 1137 wird Echlishausen Achilinishusen und 1750 Echleshausen genannt.
Auf der Gemarkung von Echlishausen finden sich Spuren der Kelten, der Römer und eines Nonnenklosters (Nonnenburg). Ein genaues Besiedlungsdatum ist daher nicht feststellbar.
In einem nicht datierten Stich, der seinen Maßstab wie folgt beschreibt: „MaasStab von 200 Schritten à 2 1/2 Schuh“, wird Echlishausen so beschrieben:
"Echleshausen
Ein Weiler von 23 Feuerstätten, darunter 7 die Pfarrei St. Martin in Günzburg, 2 das Frauenkloster allda, 4 Kaiyßersheim, 4 Bar von Osterberg, die Wettenhausen an sich gekauft, 1 die Herrschaft von Krumbach, 3 der Patricius Scharl in Ulm, 1 der Heilige von Echleshausen, und 1 die Marggrl. Burgau besitzt, und sind 21 nach Ehingen unter den neuberittenen Orten collectabel. Der Ort hat einen guten Feldbau, Wiesenwuchs, Fischzucht, Stein- u. Kernobst, auch Flachsbau der allhier getroffen wird. Die hohe Justiz ist Kaiserl./Königl. Burgaus, die niedere nebst Galgengericht alternieret unter dem Oberamt in Günzburg, welches es 2 Jahr, Wettenhaußen, statt Osterberg 2 die Klosterfrauen zu Günzburg, 1 Kaisheim, 1 Scharl in Ulm 1 und Krumbach 1 Jahr exercieret"
Anlässlich der bayerischen Gebietsreform wurde zum 1. Mai 1978 die ehemals selbständige Gemeinde Echlishausen mit dem Ortsteil Opferstetten zusammen mit anderen Gemeinden zur Einheitsgemeinde Bibertal zusammengeschlossen.

## Sehenswürdigkeiten
- Katholische Pfarrkirche St. Leonhard, erbaut 1865 bis 1869

Siehe auch: Liste der Baudenkmäler in Bibertal#Echlishausen
Die Lourdesgrotte ist nicht in der Liste der Baudenkmäler verzeichnet.
Sie liegt in einem Wäldchen am südwestlichen Ortsrand von Echlishausen oberhalb der Biber. Die Grotte ist aus Tuffstein von der Schwäbischen Alb aus der Nähe von Rammingen. Erbaut wurde sie von Joseph Hintermayer aus Bühl.
Nach Urkundenlage wurde am 7. Juli 1898 mit dem Bau einer Lourdesgrotte auf dem Platz "Im Rosenberge Nr. 629" begonnen. Der Platz war eine Stiftung vom Ziegeleibesitzer Zacharias Hoch an die Kirchenstiftung Echlishausen, welche danach auch für die Unterhaltung der Grotte zuständig wurde. Der Bau kostete damals 950 Mark und wurde über Spenden, den Opferstock und eine Stiftung finanziert. Die Einweihung fand am 28. August 1898 statt.

## Persönlichkeiten
- Moritz Wolf (1886–1971), Baubeamter, in Echlishausen geboren